# Tu te reconnaîtras
Tu te reconnaîtras is een single uit 1973 van Anne-Marie David. Met dit nummer won David tevens het Eurovisiesongfestival van 1973 voor Luxemburg. In de Nederlandse Top 40 haalde het liedje een derde plaats. 

## Songfestival 1973
Anne-Marie David vertegenwoordigde Luxemburg 1973. Zij eindigde met haar lied Tu te reconnaîtras op de eerste plaats. Er deden 17 deelnemers mee. Het was de vierde keer dat Luxemburg het festival wist te winnen.
Na haar overwinning nam David het lied in vier verschillende talen op, in het Duits met de titel Du bist da, in het Engels met de titel Wonderful Dream, in het Spaans als Te reconocerás en ze bracht twee Italiaanse versies uit met de titels Il letto del re en Non si vive di paura.
In 1974 werd het lied gecoverd door de Turkse popzangeres Nilüfer Yumlu  met de titel Göreceksin Kendini.

## Hitnoteringen

### NPO Radio 2 Top 2000
| Nummer met noteringen in de NPO Radio 2 Top 2000 | '99  | '00 | '01  | '02  | '03-'04 | '05  |
| ------------------------------------------------ | ---- | --- | ---- | ---- | ------- | ---- |
| Tu te reconnaîtras                               | 1233 | -   | 1359 | 1831 | -       | 1730 |

1. ↑  Een '-' betekent dat het nummer niet was genoteerd en een vetgedrukt getal geeft de hoogste notering aan.
2. ↑  Deze tabel is bijgewerkt tot en met de laatste editie (2024).

### Evergreen Top 1000
| Evergreen Top 1000 "Tu Te Reconnatrais" | Evergreen Top 1000 "Tu Te Reconnatrais" | Evergreen Top 1000 "Tu Te Reconnatrais" | Evergreen Top 1000 "Tu Te Reconnatrais" | Evergreen Top 1000 "Tu Te Reconnatrais" | Evergreen Top 1000 "Tu Te Reconnatrais" | Evergreen Top 1000 "Tu Te Reconnatrais" | Evergreen Top 1000 "Tu Te Reconnatrais" | Evergreen Top 1000 "Tu Te Reconnatrais" | Evergreen Top 1000 "Tu Te Reconnatrais" | Evergreen Top 1000 "Tu Te Reconnatrais" |
| Jaar                                    | 2008                                    | 2009                                    | 2010                                    | 2011                                    | 2012                                    | 2013                                    | 2014                                    | 2015                                    | 2016                                    | 2017                                    |
| --------------------------------------- | --------------------------------------- | --------------------------------------- | --------------------------------------- | --------------------------------------- | --------------------------------------- | --------------------------------------- | --------------------------------------- | --------------------------------------- | --------------------------------------- | --------------------------------------- |
| Positie                                 | 351                                     | -                                       | 600                                     | 592                                     | 506                                     | -                                       | -                                       | -                                       | -                                       | -                                       |

1956: Refrain · 
1957: Net als toen · 
1958: Dors, mon amour · 
1959: 'n Beetje · 
1960: Tom Pillibi · 
1961: Nous les amoureux · 
1962: Un premier amour · 
1963: Dansevise · 
1964: Non ho l'età · 
1965: Poupée de cire, poupée de son · 
1966: Merci, chérie · 
1967: Puppet on a string · 
1968: La la la · 
1969: Un jour, un enfant, De troubadour, Vivo cantando, Boom bang-a-bang · 
1970: All kinds of everything · 
1971: Un banc, un arbre, une rue · 
1972: Après toi · 
1973: Tu te reconnaîtras · 
1974: Waterloo · 
1975: Ding-a-dong · 
1976: Save your kisses for me · 
1977: L'oiseau et l'enfant · 
1978: A-ba-ni-bi · 
1979: Hallelujah · 
1980: What's another year · 
1981: Making your mind up · 
1982: Ein bißchen Frieden · 
1983: Si la vie est cadeau · 
1984: Diggi-loo diggi-ley · 
1985: La det swinge · 
1986: J'aime la vie · 
1987: Hold me now · 
1988: Ne partez pas sans moi · 
1989: Rock me · 
1990: Insieme: 1992 · 
1991: Fångad av en stormvind · 
1992: Why me? · 
1993: In your eyes · 
1994: Rock 'n' roll kids · 
1995: Nocturne · 
1996: The voice · 
1997: Love shine a light · 
1998: Diva · 
1999: Take me to your heaven · 
2000: Fly on the wings of love · 
2001: Everybody · 
2002: I wanna · 
2003: Everyway that I can · 
2004: Wild dances · 
2005: My number one · 
2006: Hard rock hallelujah · 
2007: Molitva · 
2008: Believe · 
2009: Fairytale · 
2010: Satellite · 
2011: Running scared · 
2012: Euphoria · 
2013: Only teardrops · 
2014: Rise like a phoenix · 
2015: Heroes · 
2016: 1944 · 
2017: Amar pelos dois · 
2018: Toy · 
2019: Arcade · 
2021: Zitti e buoni · 
2022: Stefania · 
2023: Tattoo · 
2024: The code